# Anisomysis (Anisomysis) neptuni
Anisomysis (Anisomysis) neptuni is een aasgarnalensoort uit de familie van de Mysidae. De wetenschappelijke naam van de soort is voor het eerst geldig gepubliceerd in 2009 door Connell.